# Kalk-Quellmoos
Das Kalk-Quellmoos (Philonotis calcarea) ist ein Moos aus der Familie der Bartramiaceae, welche man in ihren fast kugelrunden Kapseln erkennen kann.
Es handelt sich um eine recht kräftige Art mit bis zu 10 cm langen Stämmchen und ca. 4 cm langen Kapselstielen. Die Stämmchen bilden in Kalksümpfen oder an nassen Standorten in der Nähe von kalkhaltigen Quellen dichte Rasen, die im unteren Bereich von Rhizoiden filzig sind. In Eurasien und Nordamerika ist das Moos in Kalkgebieten recht verbreitet, ansonsten ist es eher seltener.
Von den anderen Arten der Gattung ist das Kalk-Quellmoos durch den kräftigen Wuchs und die deutlich einseitswendig gestellten Blätter unterschieden. Der Blattrand ist im unteren Bereich umgerollt und scharf doppelt gesägt.